# Deining
Deining je obec v německé spolkové zemi Bavorsko, v zemském okrese Neumarkt in der Oberpfalz ve vládním obvodu Horní Falc. Žije zde přibližně 5 400 obyvatel.

## Geografie

### Sousední obce
| Růžice kompasu |            | Neumarkt in der Oberpfalz |                              | Růžice kompasu |
| Růžice kompasu | Sengenthal | Sever                     | Velburg                      | Růžice kompasu |
| Růžice kompasu | Sengenthal | Deining                   | Velburg                      | Růžice kompasu |
| Růžice kompasu | Sengenthal | Jih                       | Velburg                      | Růžice kompasu |
| Růžice kompasu | Mühlhausen | Berching                  | Seubersdorf in der Oberpfalz | Růžice kompasu |